# 下石塘德润堂
下石塘德润堂，位于中华人民共和国浙江省金华市东阳市六石街道，是浙江省省级文物保护单位之一。
2017年1月19日，下石塘德润堂被列入第七批浙江省文物保护单位，该文物保护单位是一座古建筑。